# Salomonseilanden op de Olympische Zomerspelen 2016
De Salomonseilanden namen deel aan de Olympische Zomerspelen 2016 in Rio de Janeiro, Brazilië. Tot de selectie behoorden drie atleten, actief in de atletiek en het gewichtheffen.

## Deelnemers en resultaten
(m) = mannen, (v) = vrouwen 

### Atletiek
| Olympiër          | Discipline | Resultaat | Prestatie                  |
| ----------------- | ---------- | --------- | -------------------------- |
| Rosefelo Siosi VS | 5000m (m)  | 48e       | serie 1: 25ste in 15.47,76 |
|                   |            |           |                            |
| Sharon Firisua    | 5000m (v)  | 31e       | serie 1:' 15de in 18.01,62 |

### Gewichtheffen
| Olympiër        | Discipline | Resultaat | Prestatie                                                   |
| --------------- | ---------- | --------- | ----------------------------------------------------------- |
| Jenly Tegu Wini | –58kg (v)  | 15e       | trekken: 14de met 84kg stoten: 13de met 104kg totaal: 188kg |